# Адам Таубиц
Адам Таубиц (на немски: Adam Taubitz) е германски джаз и класически музикант – цигулар, тромпетист, китарист, ръководител на джаз оркестър и композитор.

## Биография
Роден е в Хожов, Силезко войводство, Полша на 7 октомври 1967 г. Учи цигулка още от 5-годишен при баща си, а на 11-годишна възраст свири в Силезката филхармония в Катовице. След това следва във Фрайбургското висше музикално училище при Волфганг Маршнер.
От 1989 г. е концертмайстор на симфоничния оркестър на Радио Базел, а от 1992 година е художествен ръководител на Базелския камерен оркестър. Свири от 1997 г. главна втора цигулка в Берлинския филхармонически оркестър. През 1999 г. основава Berlin Philharmonic Jazz Group, в която формация свири на цигулка и тромпет.

## Дискография

### Джаз и поп
- Mythen (Daniel Schnyder) (Koch/Schwann, 1991)
- Tarantula (Daniel Schnyder) (Enja, 1992–1996)
- Alive in Montreux (Stephan Kurmann Strings) (TCB, 1996)
- Okan Laye (Stephan Kurmann Strings) (TCB, 1998)
- Lange Nacht des Jazz (The Berlin Philharmonic Jazz Group/Helmut Brandt's Mainstream Orchestra) – IPPNW-Concerts (2001)
- Die Kraft Der Emotionen (Dagmar Herzog/Berlin International Orchestra) (DMH GmbH, 2001)
- Jazzkonzert in der Philharmonie Berlin, (The Berlin Philharmonic Jazz Group & Thomas Quasthoff) – IPPNW-Concerts (2002)
- Milster (Angelika Milster & The Berlin International Orchestra) (EMI Electrola GmbH, 2002)
- Esperanza (Her Majesty's Sound) – Sonic Content (EMI, 2004)
- Daniel Schnyder (*1961) (MGB, 2011)
- Entre Ciel Et Terre ("Belleville", Heiner Althaus, Matthias Baldinger und Florenz Hunziker) (2013)
- World of Strings - "Pyhä" (MGB/Musiques Swisses, 2014)
- Compulsion "Dahaana" (Unit, 2015)

### Класическа музика
- Peter Escher: Ein Portrait des Komponisten (Aura Quartett) – Ars musica (1996)
- Edward Elgar: Klavierquintett op.84 und Streichquartett op.83 (Aura Quartett) – Koch Discover (1997)

### Филмова музика
- 1996: Beyond Silence – реж. Caroline Link
- 2013: Das Kleine Gespenst – реж. Alain Gsponer
- 2014: Labyrinth of Lies – реж. Giulio Ricciarelli
- 2015: Heidi – реж. Alain Gsponer